# Rommelag
Rommelag ist eine deutsche Unternehmensgruppe mit Sitz in Sulzbach-Laufen im Landkreis Schwäbisch Hall in Baden-Württemberg. Das Technologie- und Dienstleistungsunternehmen stellt Maschinen für die aseptische Abfüllung und Verpackung von flüssigen und halbfesten Produkten her. Die Maschinen werden dabei sowohl an Kunden verkauft als auch im Rahmen von Lohnabfüllungen durch Rommelag selbst betreut. In den 1960er-Jahren entwickelte der Firmengründer Gerhard Hansen die Blow-Fill-Seal-Technologie für die aseptische Abfüllung, die bis in die Gegenwart die Grundlage für viele Produkte der Unternehmensgruppe bildet und weltweit Anwendung gefunden hat.

## Geschichte

### Frühe Geschichte
Anfang der 1950er-Jahre befasste sich der zu diesem Zeitpunkt in Fellbach angestellte Ingenieur Gerhard Hansen (1921–1987) mit der Herstellung von Kunststoffbeuteln aus Folienrollen. 1952 machte er sich mit einer selbst konstruierten Verpackungsmaschine selbstständig und gründete das Unternehmen Thermo-Pack. Nachdem er anfangs aus seinem Wohnzimmer gearbeitet hatte, wuchs seine Firma aufgrund der Nachfrage binnen zwei Jahren auf 100 Mitarbeiter an, die in Oeffingen arbeiteten.

### Erfindung der Blow-Fill-Seal-Technologie und weitere Entwicklung
1960 entwickelte Hansen den Prototyp einer sogenannten Blow-Fill-Seal-Anlage und ließ sich die zugrunde liegende Technologie patentieren. Diese ermöglichte erstmals die Herstellung und Befüllung von Kunststoffbehältern in einem einzigen Arbeitsgang. Die Blow-Fill-Seal-Technologie sollte in den folgenden Jahrzehnten insbesondere für sterile Abfüllungen wichtig werden, etwa in der Pharmazie, bei Hygieneprodukten oder Lebensmitteln. Nachdem die Blow-Fill-Seal-Anlagen zur Marktreife gelangt waren, wurde als neues Unternehmen die Kocher-Plastik gegründet. Die Produktion fand in einer angemieteten Halle in Sulzbach-Laufen statt.
Zur internationalen Vermarktung der Anlagen unter dem Produktionsreihennamen Bottlepack gründete Hansen zum 1. Mai 1964 in der Schweiz die Firma Rommelag. Rommelag steht hierbei als Abkürzung für „Rohmaterial-Maschinen-Elektrische Apparate und Geräte für die Kunststoffindustrie“. Der Standort in der Schweiz wurde gewählt, damit wegen der politischen Neutralität des Landes leichter in den Ostblock verkauft werden konnte. Für den Anlagenvertrieb in Deutschland wurde 1967 in Waiblingen die Rommelag Kunststoff-Maschinen Vertriebsgesellschaft mbH gegründet. Ein Jahr später erfolgte der Bau einer Produktionshalle im schweizerischen Reitnau unter dem Firmennamen Maroplastic.
In den 1970er-Jahren begann die Unternehmensgruppe, sich mit ihren Anlagen nach Asien und Südamerika zu erweitern. Ab 1975 wurde die Lohnabfüllung aufgeboten, bei der im Kundenauftrag auf Bottelpack-Maschinen technische Füllgüter oder pharmazeutische Produkte abgefüllt, verpackt und verschickt werden. Die Lohnabfüllung übernahmen die eigens gegründeten Unternehmen Holopack (ab 1975 in Deutschland) und Maropack (ab 1980 in der Schweiz). 1981 baute die Holopack ein zweites Produktionswerk in Abtsgmünd-Untergröningen. 1983 erfolgte die Gründung der Rommelag USA in Colorado, um den Vertrieb auf dem amerikanischen Markt zu stärken.
1985 übernahm Gerhard Hansens Sohn Bernd Hansen die Geschäftsleitung von seinem Vater und verblieb die folgenden rund 35 Jahre in der Leitung. Für die Lohnabfüllung auf dem amerikanischen Markt wurde 1995 die Holopack International in Columbia, South Carolina, gegründet.

### Im 21. Jahrhundert
In den 2000er-Jahren wurde die Unternehmensgruppe Rommelag verstärkt auf dem chinesischen Markt tätig und gründete 2007 die Rommelag Trading in Shanghai. 2011 wurde am Hauptsitz in Sulzbach-Laufen ein neues Produktionswerk, das Werk Pharma 2020, eröffnet.
2016 wurde Rommelag zur Dachmarke der verschiedenen Unternehmen der Firmengruppe erklärt, um den Unternehmensauftritt zu vereinheitlichen. 2017 erfolgte die Gründung der Rommelag iLabs GmbH mit Sitz in Karlsruhe, die für Rommelag an Fertigungs- und Steuerungsprozessen im Bereich IT arbeitet. Das ursprüngliche Kerngeschäft, die Produktion von Standardfolien der Thermo-Pack, wurde Ende 2020 aufgrund des internationalen Wettbewerbsdrucks eingestellt.
Zum 1. Mai 2025 wurden verschiedene Tochtergesellschaften umfirmiert, wodurch diese alle den Namen Rommelag in ihrem neuen Unternehmensnamen tragen. Im Mai 2025 wurde der Grundstein für ein neues Verpackungszentrum am Hauptsitz in Sulzbach-Laufen gelegt.

## Unternehmensstruktur
Rommelag fungiert als Dachmarke für die weiteren Unternehmen der Gruppe. Das Familienunternehmen ist mehrheitlich im Besitz der Familie des Gründers Gerhard Hansen, mit Gert Hansen ist ein Sohn von ihm in der Firmenleitung. Stand 2025 hat Rommelag insgesamt 12 Standorte in Deutschland, der Schweiz, Indien, China und den Vereinigten Staaten. Zudem bestehen lokale Vertretungen in über 20 Ländern. Im Jahr 2023 beschäftigte die Unternehmensgruppe im Schnitt 1.731 Mitarbeiter und erzielte einen Umsatz von 261,2 Millionen Euro.
Die Unternehmensgruppe unterteilt ihre Geschäftsbereiche in fünf Bereiche: Engineering (Entwicklungen von Anlagen und Produkten), Digital (Bereich Digitalisierung), Rommelag Service (Dienstleistungen für Kunden, z. B. Konfektionierung, Inbetriebnahme, Wartung und Reparatur von Anlagen), Rommelag CDMO (Lohnabfüllungen) und Rommelag Flex (Herstellung von Containment-Systemen aus Kunststofffolien, speziell für hochaktive Pulver und Schüttgüter aus der Pharmaindustrie).
Stand 2025 besteht die Unternehmensgruppe Rommelag aus dem Mutterkonzern Rommelag SE & Co. KG und folgenden Tochtergesellschaften:
- Rommelag Engineering GmbH, Sulzbach-Laufen (100 %), früher Kocher-Plastik Maschinenbau GmbH
- Rommelag Engineering Switzerland AG, Reitnau, Schweiz (100 %), früher Maroplastic AG
- Rommelag Switzerland AG, Buchs (Aargau), Schweiz (100 %), früher Rommelag AG
- Rommelag USA, Inc., Evergreen (Colorado), USA (100 %)
- Rommelag Trading Co. Ltd., Shanghai, China (100 %)
- Rommelag Digital GmbH, Sulzbach-Laufen (100 %), früher Rommelag iLabs GmbH
- Rommelag Engineering India Pvt. Ltd., Bengaluru, Indien (99,6 %), früher Rommelag Engineering Pvt Ltd.
- Rommelag CDMO GmbH, Sulzbach-Laufen (100 %), früher Holopack Verpackungstechnik GmbH
- Rommelag CDMO Switzerland AG, Zell (Luzern), Schweiz (100 %), früher Maropack AG
- Rommelag Flex GmbH, Gaildorf (100 %), früher Thermo-Pack Kunststoff-Folien GmbH
- Rommelag Flex Pharma AG, Eschbach (100 %), früher Flecotec AG

## Produkte und Dienstleistungen
Die seit den 1960er-Jahren vom Unternehmen entwickelte Blow-Fill-Seal-Technologie (abgekürzt BFS) wird weltweit im Bereich der sterilen Abfüllung eingesetzt. Basierend auf dieser Technologie stellt Rommelag aseptische Abfüllanlagen her. Die Maschinenreihe bp mit ihren Modellen füllt einerseits Ampullen mit einem Füllvolumen von 0,1 bis 50 ml ab, wobei pro Stunde bis zu 33.300 Ampullen abgefüllt werden können. Andere Modelle der Maschinenreihe bp sind wiederum auf die Abfüllung von Flaschen mit Volumina von 50 bis 2.000 ml angelegt und können bis zu 10.000 Flaschen pro Stunde abfüllen.
Weiterhin wird mit der Container Inspection Machine (CIM) eine BFS-Inspektionsmaschine angeboten. Diese erkennt durch eine automatische visuelle Inspektion Fehler, Mängel oder Prozessabweichnungen von Blow-Fill-Seal-Behältern und kann diese gegebenenfalls aussortieren.
Neben dem Verkauf ihrer Maschinen betreibt Rommelag die Lohnabfüllung für Kunden, falls diese nicht eigenständig eine Maschine betreiben möchten. Im Werk Pharma 2020 können Kunden zudem eine eigene Bottlepack-Abfüllanlage kaufen, die dann im Auftrag durch Rommelag betreiben wird.

## Nachhaltigkeit und Sponsoring
Das Unternehmen hat sich im Jahr 2021, basierend auf den Nachhaltigkeitszielen der Vereinten Nationen, in der sogenannten „Strategie 2030“ verschiedene Nachhaltigkeitsziele gesetzt. Zudem werden Zertifizierungen bei EcoVadis und Carbon Disclosure Project unternommen.
Die von Heidrun Hansen, der Witwe des Unternehmensgründers, eingerichtete Heidrun-Hansen-Stiftung fördert die Kinder- und Jugendhilfe, unter anderem wurde im Zuge der Stiftung ein Kindergarten in Rumänien gebaut.

## Auszeichnungen
- 2021: Listung in der „Top 100“, einer Liste der 100 innovativsten mittelständischen Unternehmen in Deutschland durch Compamedia[16]
- 2024, 2025: Auszeichnung bei Deutschlands beste Ausbildungsbetriebe von Focus Money[27]
- 2025: Auszeichnung als Top Employer durch das Top Employers Institute[28]